# Михалицын, Пётр Тихонович
Пётр Ти́хонович Михали́цын (26 июня 1904, Котельничский уезд, Вятская губерния — 11 февраля 1961, Сталинград) — советский военачальник, участник советско-финской и Великой Отечественной войн. Герой Советского Союза (1940). Генерал-майор (13.09.1944).

## Молодость
Родился в деревне Пигленки (близ села Боровка) в семье крестьянина. Окончил школу-семилетку, затем около трёх лет работал шахтёром в Кузбассе на Прокопьевском руднике.
В Красной Армии служил с октября 1926 года на срочной службе. Окончил полковую школу 2-го Вятского отдельного резервного территориального полка Московского военного округа (Вятка) в октябре 1927 года, затем служил командиром отделения в одном из батальонов этого полка, дислоцированном в городе Котельнич. В октябре 1928 года был уволен в запас.
На «гражданке» сменил много профессий: работал милиционером в Омске, с августа 1929 — шахтёром на Прокопьевском руднике, с февраля 1930 — заведующим хозяйством фабрично-заводского снабжения этого рудника, с августа 1931 года — табельщиком в совхозе в Котельническом районе, с октября 1931 года — техническим секретарём правления Котельнического городского потребительного общества.
В марте 1932 года вновь поступил в Красную Армию добровольцем на сверхсрочную службу, старшиной роты 2-го Вятского отдельного территориального полка. В 1935 году экстерном сдал экзамены за полный курс военной пехотной школы. С мая 1936 года служил в 160-м стрелковом полку (с сентября 1939 — 81-й горнострелковый полк) 54-й стрелковой дивизии Ленинградского военного округа: командир стрелкового взвода, командир взвода полковой школы, командир стрелковой роты, командир разведывательной роты.

## Советско-финская война
В ноябре 1939 года полк и ряд других частей были переподчинены 163-й стрелковой дивизии и убыли в состав 9-й армии. Принимал участие в советско-финской кампании с первого дня. Полк и дивизия действовали на Кандалакшском и Ребольском направлениях. 
30 ноября 1939 года командир разведроты 81-го горнострелкового полка лейтенант Михалицын с разведгруппой продвинулся в тыл врага на 20 километров. Его рота уничтожила гарнизон противника, овладела населённым пунктом Юнтусранта на территории Финляндии и удержала занятые позиции до подхода своего полка. 9 декабря рота, совершая очередной разведывательный поиск в тылу врага, попала в окружение под Суомуссалми, но Михалицыну удалось умело организовать выход из окружения. В атаке получил пулевое ранение в грудь с раздроблением ключицы, но не вышел из боя и продолжал лично руководить боем. Рота дошла до позиций советских войск. Из воспоминаний самого Петра Тихоновича:
Разведчики мои были все прекрасные лыжники, хорошо подготовленные в мирное время. Смелые и решительные, не знавшие устали и страха, они легко переносили все тяготы боевой жизни.
Указом Президиума Верховного Совета СССР от 26 января 1940 года за образцовое выполнение боевых заданий командования и проявленные при этом отвагу и геройство лейтенанту Петру Тихоновичу Михалицыну присвоено звание Героя Советского Союза с вручением ордена Ленина и медали «Золотая Звезда».
Находился в госпитале до июня 1940 года, затем назначен командиром батальона 81-го стрелкового полка. В ноябре отправлен на учёбу. В 1940 году вступил в ВКП(б). 

## Великая Отечественная война
После начала Великой Отечественной войны, в июле 1941 года, капитан П. Т. Михалицын досрочно окончил Высшие стрелково-тактические курсы усовершенствования офицерского состава пехоты «Выстрел». В том же месяце назначен начальником штаба 539-го стрелкового полка 108-й стрелковой дивизии 16-й армии Западного фронта. Участвовал в Смоленском оборонительном сражении и в битве за Москву. Вырвался с боем во главе большей части своего полка из Вяземского котла в октябре 1941 года. Тогда же назначен заместителем командира, а в январе 1942 года — командиром отдельного стрелкового полка при штабе Западного фронта. С февраля 1942 — командир 1312-го стрелкового полка 17-й стрелковой дивизии.
В начале марта 1942 года откомандирован в Сталинградский военный округ с заданием сформировать 185-ю курсантскую стрелковую бригаду. Но через месяц приказ о формировании бригады был отменён, а майор П. Т. Михалицын направлен на преподавательскую работу на Высшие стрелково-тактические курсы усовершенствования офицерского состава пехоты «Выстрел». 
Но в конце июня 1942 года, когда после тяжелых поражений советских войск в Донбасской и Воронежско-Ворошиловградской оборонительных операциях возникла угроза Сталинграду, был вновь срочно направлен туда и назначен командиром 24-й истребительной бригады, формирующейся из рабочих и партийно-комсомольского актива города. В начале июля бригада вступила в бой на Сталинградском фронте на дальних подступах к городу на реке Чир. После жестоких боёв в степях и отхода уцелевших сил к городу её остатки были распределены на пополнение других частей, а Михалицын в августе 1942 года был назначен заместителем командира 112-й стрелковой дивизии, которая в августе-октябре 1942 года в составе 62-й армии упорно сражалась на дальних подступах к городу, Мамаевом кургане, в заводских посёлках и на Сталинградском тракторном заводе. 20 октября дивизию вывели на пополнение, а отличившегося в боях Михалицына направили на учёбу.
Окончил ускоренный курс Высшей военной академии имени К. Е. Ворошилова в 1943 году. После её окончания в начале июля 1943 года был назначен командиром 5-й «Орловской» стрелковой дивизии 2-го формирования 63-й армии Брянского фронта. На посту командира этой дивизии прошёл боевой путь до конца войны. Особенно отличилась дивизия под его командованием в Курской битве и в Орловской наступательной операции. О заслугах дивизии в этом сражении Михалицын ещё в годы войны писал так:
За период боев дивизия освободила сотни населенных пунктов и одна из первых ворвалась в город Орел и освободила его. Освободила десятки и сотни тысяч гражданского населения, прошла с боями около ста пятидесяти километров, разгромила и уничтожила десятки тысяч фашистских захватчиков, большое количество мы взяли в плен солдат и офицеров врага, много уничтожили немецкой техники, подбили десятки «Тигров» и «Фердинандов».
Затем дивизия наступала на Центральном и Белорусском фронтах, участвуя в Брянской, Черниговско-Припятской и Гомельско-Речицкой наступательных операциях. С ноября 1943 года она действовала в составе 3-й армии генерала Горбатова А.В. на Белорусском фронте, с февраля 1944 — на 1-м Белорусском фронте, с июля 1944 — на 2-м Белорусском фронте, с февраля 1945 — на 3-м Белорусском фронте, с начала апреля 1945 г. до Дня Победы - на 1-м Белорусском фронте Маршала Жукова Г.К. Михалицын П.Т. участвовал в Рогачёвско-Жлобинской, Белорусской, Бобруйской, Минской, Белостокской, Ломжа-Ружанской, Восточно-Прусской и Берлинской наступательных операциях. Дивизия считалась одной из лучших армии, во время его командования была награждена четырьмя боевыми орденами. На её славном боевом счету — освобождение городов Трубчевск, Тощица, Волковыск, Белосток, Ружан, форсирование рек Десна, Сож, Днепр, Друть, Неман, Молчадь, Нарев.
13 сентября 1944 года Михалицыну было присвоено воинское звание «генерал-майор».

## Послевоенная служба
После победы генерал Михалицын продолжал службу в Вооружённых Силах СССР. С января 1946 года — командир 348-й стрелковой дивизии в Минском (затем Белорусском) военном округе. С июля 1946 — заместитель командира по строевой части 48-й гвардейской стрелковой дивизии, с августа 1948 по май 1951 — заместитель командира по строевой части 26-й гвардейской стрелковой дивизии в 11-й гвардейской армии Прибалтийского ВО. В 1952 году окончил курсы усовершенствования командиров стрелковых дивизий при Военной академии имени М. В. Фрунзе. С мая 1952 — заместитель командира 36-й стрелковой дивизии Забайкальского военного округа. С октября 1953 года служил начальником объединённых курсов усовершенствования офицерского состава Забайкальского ВО. В феврале 1956 года гвардии генерал-майор П. Т. Михалицын уволен в отставку по болезни, развивающейся в результате многочисленных ранений. 
Жил в городе Сталинграде, вёл активную общественную работу. Скончался 11 февраля 1961 года.

## Награды
- Медаль «Золотая Звезда» Героя Советского Союза (26.01.1940, № 223);
- два ордена Ленина (26.01.1940, 26.10.1955);[7]
- четыре ордена Красного Знамени (17.08.1943; 15.02.1945; 6.04.1945, 17.05.1951);
- орден Суворова II степени (23.07.1944);
- орден Кутузова II степени (29.05.1945);
- два ордена Красной Звезды (10.02.1942, 30.04.1945);
- медали, в том числе:
  - медаль «За боевые заслуги» (3.11.1944);
  - Медаль «За оборону Москвы» (1944);
  - медаль «За оборону Сталинграда» (1942);
  - медаль «За освобождение Варшавы» (1945);
  - Медаль «За взятие Кёнигсберга» (9.06.1945);
  - Медаль «За взятие Берлина» (9.06.1945);
  - медаль «За победу над Германией в Великой Отечественной войне 1941-1945 гг.»;
  - другие медали СССР;
- орден «Легион Почёта» (США, 23.05.1945)[8];
- орден «За воинскую доблесть» (Польша);
- Медали иностранных государств.

## Память
- Имя П. Т. Михалицына носят улицы в Орле, Мамоново, в селе Боровка (Котельничский район).
- В Орле на доме 37 по улице Михалицына установлена мемориальная доска в память о герое[9].
- Награды П. Т. Михалицына хранятся в Музее Сталинградской битвы в Волгограде.

## Комментарии
1. ↑  Деревня Пигленки, относившаяся к Морозовской, позднее — к Сорвижской волости Котельнического уезда, в последующем входила в состав Морозовского сельсовета Котельничского района Кировской области; не сохранилась[2].